# Bryum gaudichaudii
Bryum gaudichaudii là một loài rêu trong họ Bryaceae. Loài này được Schwägr. Spreng. mô tả khoa học đầu tiên năm 1827.